# صيد الطرائد كبيرة الحجم

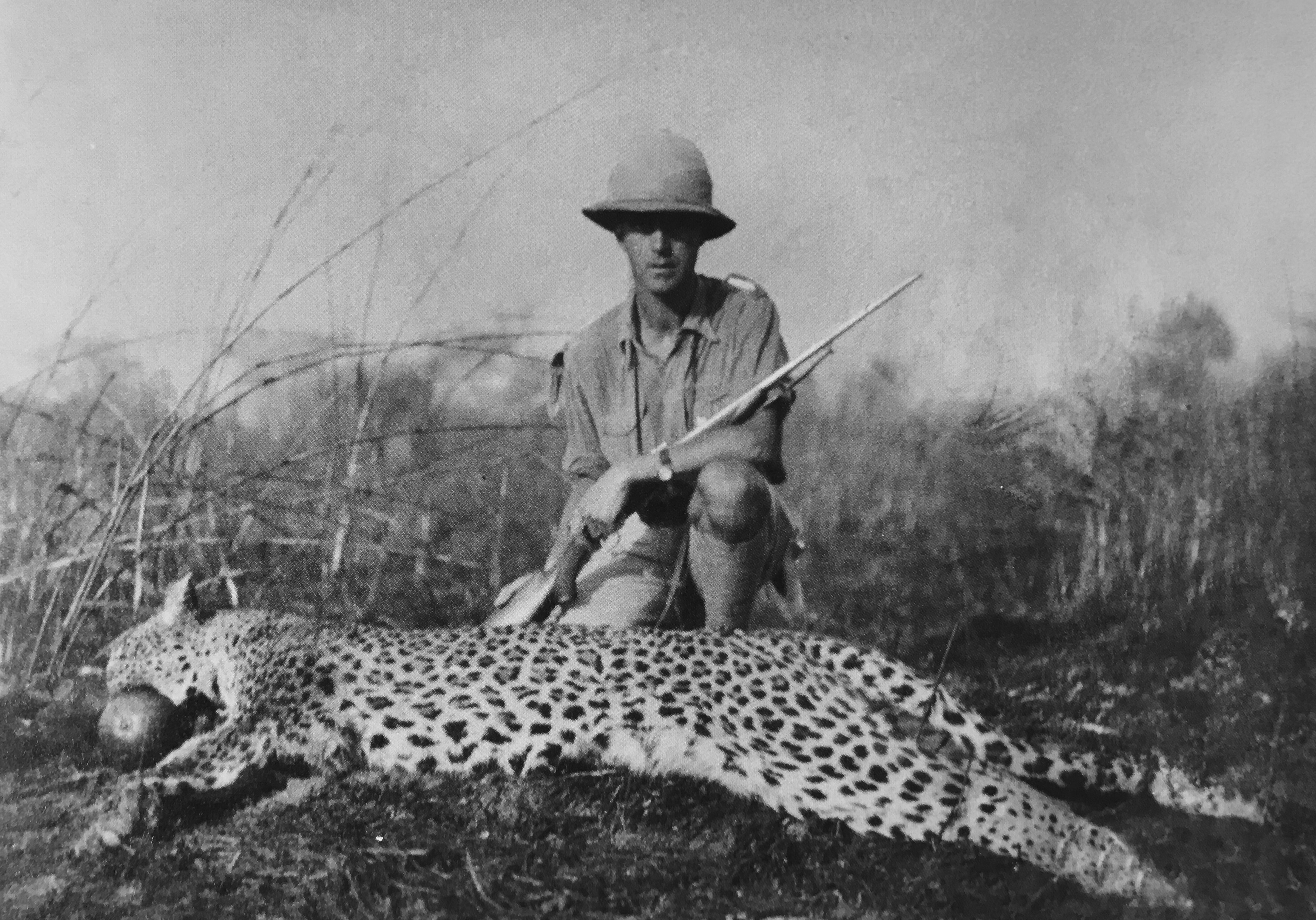
دوق الجزيرة الخضراء مع نمر أفريقي كغنيمة صيد، وهو أحد "الخمسة الكبار"، في روديسيا الجنوبية، عام 1926

صيد الطرائد كبيرة الحجم (بالإنجليزية: Big-game hunting) هي عملية صيد الحيوانات الكبيرة بغرض الحصول على الجوائز أو التحنيط أو اللحوم أو المنتجات الحيوانية الثانوية التي لها قيمة تجارية، مثل القرون أو قرون الغزلان أو الأنياب أو العظام أو الفراء أو دهون الجسم أو الأعضاء الخاصة. ويرتبط هذا المصطلح غالبًا بصيد الحيوانات الخمس الكبرى في أفريقيا (الأسد، الفيل الأفريقي، الجاموس الإفريقي، النمر الأفريقي، ووحيد القرن الأفريقي)، بالإضافة إلى وحيد القرن الهندي ونمور البنغال في شبه القارة الهندية.

## تاريخ
يعد صيد الحيوانات الكبيرة من أجل الغذاء ممارسة قديمة، يرجح أنها ظهرت مع ظهور الإنسان العاقل (الإنسان الحديث تشريحيًا) وربما سبقته، نظرًا للميل المعروف لدى القِرَدة العليا الأخرى للصيد وأكل أنواعها الخاصة. تشكل رماح شونينجن ومقارنتها بالاكتشافات دليلاً على أن المهارات التكنولوجية المعقدة كانت موجودة بالفعل منذ 300 ألف عام، ما يعد أول دليل واضح على وجود صيد نشط للحيوانات الكبيرة. كان لدى إنسان هايدلبرغ بالفعل مهارات فكرية وإدراكية مثل التخطيط الاستباقي والتفكير والتصرف، وهي مهارات لم تُنسب حتى الآن إلا إلى الإنسان الحديث. استنادًا إلى رسومات الكهوف، يبدو أن الإنسان المبكر كان يصطاد الماموث في مجموعات باستخدام مزيج من الرماح أو الصخور الكبيرة، أو بدفع الحيوان للسقوط من فوق منحدر.

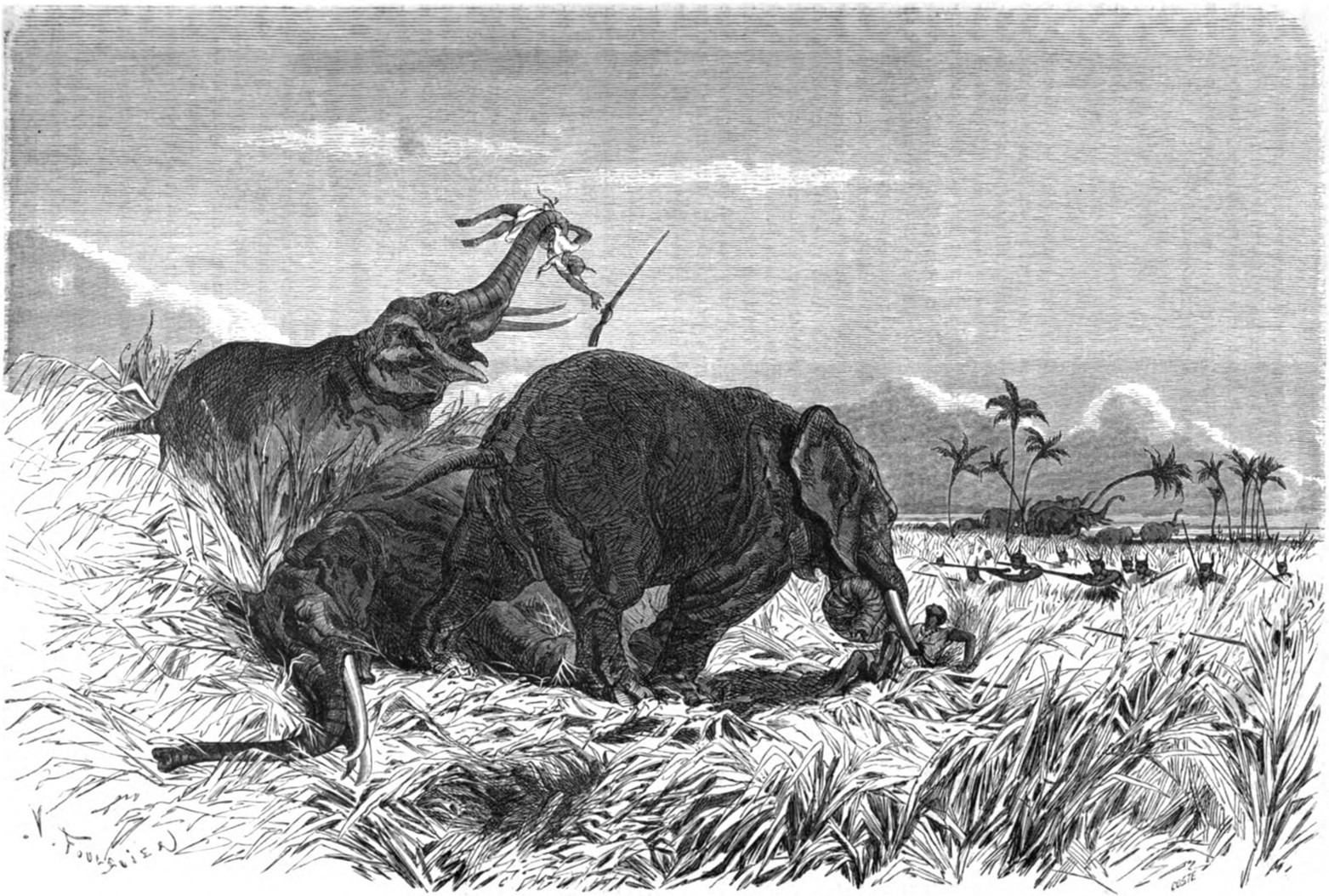
صيد الأفيال بواسطة أمازونيات داهومي كما صُوِّر في مجلة "لو تور دو موند" عام 1863

يُعتقد أن رؤوس كلوفيس (في أمريكا الشمالية) ورؤوس القذائف ذيل السمكة (في أمريكا الجنوبية)، التي تطورت بعد فترة وجيزة من الاستعمار الأولي للأمريكتين منذ حوالي 13000 عام، كانت تستخدم في المقام الأول لصيد الطرائد الكبيرة. ويُحتمل أن هذا كان عاملًا مساهماً في انقراض معظم الثدييات الكبيرة في هذه القارات.

### العصر الفيكتوري
يعد صيد الحيوانات الكبيرة أيضًا رياضة تمارس بغرض جمع العينات للمتاحف والترفيه وكهواية. وقد ارتفعت شعبيتها بشكل حاد خلال العصر الفيكتوري، وبلغت ذروتها خلال القرن العشرين، وشملت العديد من صيادي الحيوانات الكبيرة المشهورين منهم: فيليب بيرسيفا الذي أرشد ثيودور روزفلت وإرنست همنغواي وهما من صيادي الحيوانات الكبيرة المشهورين؛ و برور فون بليكسن فينيكي [الإنجليزية] صديق بيرسيفال وزوج الكاتبة إيزاك دينيسن التي كتب كتاب "من أفريقيا"؛ ودنيس فينش هاتون الذي كان أيضًا شخصية في كتاب دينيسن؛ والرائد بيرسي هوراس جوردون باول كوتون وآخرون. كما أن العديد من صيادي الحيوانات الكبيرة هم أيضًا من دعاة الحفاظ على البيئة (روزفلت وهيمنجواي من الأمثلة)، وفي الوقت الحالي يساعد صيد الحيوانات الكبيرة في أفريقيا في دفع تكاليف جهود الحفاظ على البيئة، حيث تذهب رسوم كبيرة جدًا من الصيادين مباشرة إلى إدارة الحياة البرية.